# Порфирівка (Олександрійський повіт)
Порфирівка — колишнє село на річці Боковій Олександрійського повіту Херсонської губернії. В 1930-х роках увійшло до складу с. Бокове (Долинський район).

## Історія
Адміністративну історію села Порфирівка читайте на сторінці с. Бокове.
З документу 1880-х років:
«Д. Порфировка, время возникновения — в начале 19 века, крестьяне переселены из Киевской губернии. Топография и наружный вид поселений: по левой стороне речки Боковой, летом пересыхающей. Хаты в одну линию, с улицы огорожены плетевыми или жердевыми заборами. В поселении 10 колодцев частных и 4 общественных. Промышленных заведений — 1. Общественных зданий −1 (запасной магазин). Частные жилые постройки: хат 42, в них комнат 52. Холодные хозяйственные постройки — 70. Число дворов и жителей: по переписи 1886 года — дворов 40, мужчин 111, женщин 98. По переписи 1850 года — 26, мужчин 75, женщин 86».
Своєї церкви село не мало. Прихід належав до Свято-Покровської церкви с. Бокове. Відповідно записи про народження, одруження і смерть жителів села Порфирівка відображені, в основному, в метриках вказаної церкви.
На 1880 рік в селі проживали наступні чоловіки з родинами — Бездітний Микита Федорович, Блажко, Бугай Кузьма Давидович, Данченко Севастьян, Дрібниця Ворфоломей Мартинович, Дрібниця Роман, Дробник Роман, Железняк Андрій Трохимович, Василь Васильович Задорожний, Федір Васильович Задорожний (ймовірно, брати), Коробка Стефан Іванович, Кучер Порфирій Васильович, Кучер Сергій Павлович, Кучер Семен Сергійович (ймовірно, син Кучера С. П.), Мігель Григорій Прокопович, Лимар Порфирій Карпович, Перейми-Вовк Артемій Терентійович, Перепека Григорій Олександрович, Поліщук Онисим, Постой Іван Петрович, Пушка Данило Іванович, Темчур Сидір, Трохименко Микола Іванович, Шаповал Іван Прокопович, Шкляр Петро Іванович, Чайка Іван Єфимович.

## Персоналії
Уродженцем села є Герой Радянського Союзу М. Г. Задорожний (1920–2004).